# Los simuladores (serie de televisión de México)
Los simuladores es una serie de televisión emitida y producida por Le Palacie en México por el Canal 5 de Televisa y en televisión por cable en la cadena Sony. Es una nueva producción basada en la serie argentina homónima, acerca de un grupo de cuatro socios que mediante operativos de simulacros sofisticados resuelven problemas comunes a la gente. La serie fue estrenada el 30 de abril de 2008.
El estreno de la segunda temporada se realizó el 17 de julio del 2009, por el canal Sony en Latinoamérica, mientras que en México, a partir del 20 de octubre del mismo año, se transmitió por Canal 5 de televisión abierta.
Esta temporada de la serie tiene una duración de 18 capítulos. Originalmente, se había anunciado que solo cuatro de estos serían adaptaciones de la serie argentina al contexto mexicano, mientras que los otros 14 son originales de guionistas mexicanos. Sin embargo, al final fueron seis capítulos adaptados de la versión argentina, y los otros 12 originales de Flavio González Mello, Luis Mario Moncada, Larissa Andrade y Tony Dalton, grupo de guionistas mexicanos encargados de escribir los nuevos capítulos.[cita requerida]

## Trama
Basada en una serie argentina de 2003. La serie se trata de un grupo de cuatro socios que se dedican al negocio de la "simulación", resolviendo los problemas y necesidades de sus clientes mediante lo que ellos denominan "operativos de simulacro", que suelen consistir en engañar a quienes generan los problemas de sus clientes (jefes, criminales, esposas, viudas, comerciantes inescrupulosos, etc.)
Los simuladores utilizan un método basado en el pensamiento científico, el descubrimiento del problema, planteamiento de hipótesis, afirmaciones y refutaciones, investigaciones de las partes tanto del cliente como de la parte problemática, y siempre buscan su punto conflictivo. Utilizan tácticas y métodos propios del derecho, la psicología, el teatro y la sociología, entre otros medios.
Habitualmente, Los Simuladores cobran a sus clientes exactamente el doble del costo de la simulación y comprometen a sus clientes a ayudarlos en futuros operativos de simulación (esto hace que personajes de capítulos anteriores vuelvan a aparecer en capítulos siguientes como actores secundarios en papeles de ayuda a Los Simuladores, lo que le da un sentido de continuidad a la serie). La filosofía del grupo es que a veces lo que es legal no es justo, y otras veces lo que es justo no es legal.

## Personajes
- Mario Santos (Tony Dalton): Logística y planificación. Nacido y criado en una familia de clase alta, es prácticamente un aristócrata. Su padre se dio cuenta de su gran inteligencia cuando le ganó en una partida de ajedrez con tan solo 8 jugadas. Es quien planea los operativos y el que hace negocios con cada cliente. Es el intelectual, la razón, la inteligencia, el cerebro del equipo. Es un tipo sofisticado: habla bajo, camina pero nunca corre, sabe de libros, de música, de pintura, de caballos, y habla varios idiomas, a tal grado que en los operativos por lo regular toma de seudónimo el nombre un escritor famoso, como Antonio Tabucchi o Francisco de Quevedo. Su clase, cultura y visión son fundamentales para los planes que acomete el grupo. Viste elegante y es muy sobrio, su actitud es la de un hombre mayor. Su vida ha estado llena de penurias afectivas, además es viudo y tiene una rabia contenida que libera haciéndole justicia al prójimo. Su verdadero nombre es "Francisco de Aguirre", pero a la edad adulta se cambió el nombre a "Mario Santos", un personaje de un libro llamado "El Mentiroso de la Montaña" (el cual se muestra al inicio del episodio de "La Ajedrecista I") escrito por su papá, quien se suicidó durante su infancia. En cada episodio siempre pide fuego a la víctima una vez que el caso ha finalizado. En un operativo finge su muerte, para revelar que fue un plan para sacar a Lorena del grupo, debido a que ella solo quería vengarse de él por ganarle a su papá en el ajedrez cuando solo tenía 8 años, además de que ella deseaba el dinero de Los Simuladores.

- Pablo López (Alejandro Calva): Técnica y movilidad. Es el hombre duro del equipo. No puede prescindir órdenes o directivas. No hay dilemas morales con él, lo que Santos califica de correcto es correcto y confía absolutamente en él, sin cuestionarse absolutamente nada. Fue un militar que estuvo al borde del suicidio cuando uno de su jefes lo iba a culpar de un fraude que él cometió, pero con la ayuda de Santos, Vargas y Medina, se hizo cargo y renunció para unirse al grupo. Es un hombre que no tiene pareja, pero trata como tal a su perro; siempre que Vargas tiene una conquista él se molesta, tal vez porque subconscientemente le da envidia. Durante los operativos se encarga de la técnica y la movilidad, siendo su función producir todos los planes: conseguir contactos, artefactos, animales, uniformes y tecnología. Todo lo que hace falta en cada operativo, pesa sobre su espalda. No pregunta si es necesario, nunca entorpece un proceso. Siempre está listo para solucionar y jamás se queda sin respuesta ante un requerimiento. Durante la serie se venga de Alonso Suaste (un excompañero de escuela que siempre lo molestó) disparándole con una pistola de agua, diciéndole en burla "Suaste, ya te orinaste".

- Emilio Vargas (Arath de la Torre): Caracterización. Es un auténtico genio de la caracterización. Aporta la magia, el talento, la singularidad. Es ocurrente, sorprende con sus ideas y decisiones sobre la marcha. Durante los planes es el camaleón: crea personajes, se disfraza y tiende a ser el protagonista de las puestas en escena. Suma todos los personajes de gran demanda actoral durante los simulacros. Su rol brinda a la serie una búsqueda permanente entre los creadores de artes dramáticas: el teatro dentro del teatro. Es un personaje de mil caras: un día puede ser un agente judicial, otro día científico, otro día albañil, otro día ejecutivo. Es un tipo jovial e imperturbable. Tiene una gran debilidad por las mujeres, lo que le impide mantener relaciones duraderas (por supuesto, tiene mucho éxito con ellas), y por lo mismo no le gusta comprometer su vida amorosa y mantiene relaciones al mismo tiempo con varias mujeres que están de acuerdo con su esquema, pero Lorena (quien solo lo uso para llegar al equipo) fue la única mujer con la que se comprometió. Es el más hedonista y simpático del grupo. Actúa bajo el nombre de Máximo Santana (él cual es el nombre de su primera víctima de simulacro), que en la universidad fue profesor de una de sus hermanas, que él trato de seducir y extorsionar; Vargas, con la ayuda de Santos (fue en esa ocasión cuando se conocieron), idearon un plan para enloquecer a Santana. Después de eso empezó a trabajar con Santos, ayudando a resolver los problemas de los demás. Desde ese entonces, Santos es su mejor amigo, y lo estima mucho.

- Gabriel Medina (Rubén Zamora): Investigación. Se encarga de averiguar todo sobre los clientes y las posibles víctimas de los operativos. Analiza y escudriña las casas, objetos y oficinas de las personas implicadas en los casos. Husmea las historias de los clientes y averigua sus carreras, tendencias académicas y perfiles de personalidad, indicando las debilidades e inclinaciones de cada uno de ellos. Su trabajo es la base para armar el plan y no fallar en los objetivos. Es afectivo, sensible, contradictorio y se involucra emocionalmente con todo y con todos. Tiene un sentido de la justicia no solo racional, sino sentimental. Su antecedente como periodista influye en que sus dos vocaciones (el entendimiento de la naturaleza humana y la justicia) se pongan en práctica en su rol en el equipo de Simuladores. Suele expresar a sus compañeros sentimientos que entre hombres no son comunes, de la forma más inocente. Él fue un reportero que encontró la noticia de su vida gracias a un colaborador, pero luego se sintió culpable al enterarse de que si la noticia se publicaba, su colaborador sería asesinado, por lo que Santos y Vargas lo ayudan. Después de eso desea unirse a ellos, demostrando su capacidad de investigación y la información que puede obtener, y lo logra cuando López se suma al grupo. Es hijo de un estafador que tiene su mismo nombre, líder de una secta, pero él no se lo comenta a sus compañeros.

## Premios y nominaciones

### Premio Emmy Internacional
- Mejor serie dramática - Nominada[1]

### Premios TVyNovelas
| Año  | Categoría                   | Resultado |
| ---- | --------------------------- | --------- |
| 2011 | Mejor serie hecha en México | Nominada  |
| 2010 | Mejor serie hecha en México | Nominada  |
| 2009 | Mejor serie hecha en México | Nominada  |